# Prisoner of War (videojuego)
Prisoner of War es un videojuego diseñado por la compañía Wide Games y distribuido por Codemasters. Publicado oficialmente el 4 de octubre de 2002.

## Juego
Prisoner of War es diferente a otros juegos de sigilo. En este tipo de juegos se suele utilizar poca violencia por parte del jugador para cumplir sus objetivos, pero en este se muestra desde escasa a ninguna violencia. Por ejemplo, si los soldados nazis de guardia encuentran al jugador actuando sospechosamente, no van a disparar al verlo, sino van a decirle al jugador que deje la actividad que realiza. Si el jugador continua desobedeciendo, el guardia recién le disparará. 
Si el jugador está cerca de un guardia cuando le es visto actuando sospechosamente, automáticamente, el jugador se rendirá y pierde. Estos escenarios abren una dimensión de ideas para el jugador para cumplir sus objetivos, pero el aspecto clave de este juego es el sigilo. 

## Interacción de los Personajes
En muchos intentos de escape durante la Segunda Guerra Mundial, el éxito ha sido basado en un trabajo colectivo para un escape final. Prisoner of War no es una excepción en ese aspecto para un exitoso intento de escape, por lo cual el jugador interactúa con los otros prisioneros que aparecen en el campo. Esta interacción es representada en el juego permitiendo al jugador escoger ciertas frases de diálogo para decir a sus compañeros, a las cuales ellos reponderán. Los internos siempre van a ayudar y proveer información ya sea gratis o por un precio determinado.

## Inventario del Jugador
El capitán Stone tiene muchos objetos que puede usar en el campo, los cuales sirven para moverse en este como llaves y palancas para abrir puertas. También hay materiales de contrabando que se pueden encontrar en el campamento, éste actúa como dinero, pudiendo utilizarse para obtener información, ayuda u objetos prácticos. Para evitar ser detectados, estos objetos pueden ser guardadors en tu "escondite" en tu barraca. El capitán Stone está equipado con una agenda para guardar información práctica como mapas u objetivos.

## Personajes

### Principales
- Capitán Lewis Stone. Es el personaje principal en el juego. Conocido por su determinación y su poco respeto a las altas autoridades.
- General Stahl. Asesinó al copiloto del capitán Stone en el comienzo del juego y contiunua enviando a cualquier prisionero que moleste sus planes al calabozo. Es extremadamente intimidante para sus inferiores, los cuales tratan de evitarlo cuando es posible, éste evitamiento se nota en el juego como, por ejemplo, el miedo del Comandante de Stalag Luft con cada visita de este general.
- Coronel Roger Harding. Un inglés misterioso y arrogante, más tarde es descubierto que es un miembro de la SOE Operaciones Especiales.
- Lugarteniente James Daly. Copiloto y mejor amigo de Stone, fue asesinado entre el transporte del primer al segundo campo.

### Secundarios
Campo Permanente:
- Soldado Paul Clancy, es un hombre pesimista originario de Massachusetts, que fue capturado en Italia junto con el Sargento O'Brian. Es solamente una sombra de él mismo y ha abandonado cualquier esperanza de escapar.

- Sargento Jimmy O'Brian, es un irlandés con un cierto gusto por los sobornos. Proporciona herramientas al soldado Clancy a cambio de dinero.

Stalag Luft
- Privado Xavier DuChamp, un experto en la ubicación de los utensilios y edificios del campo.
- Lugartenitente Segundo John McCormack, un amigo valuable para escapar. Sabe cómo evitar guardias, pero no sabe siempre donde están los objetos.
- Lugartenitente Segundo Peter Nesbitt, suele saber que se estpa realizando en ciertas pareas del campo. Por ejemplo donde han ido los prisioneros y generalmente qué está pasando.
- Mayor Nicoli Radtke es la cabecilla del Comitpe de Escape en Stalag Kuft. Es muy descinfiado y and sultry, but once he is your friend, he is a good one.
- Wing Commander James Temple-Smithson, an upper class Barracks Officer who is often seen with the Major, concocting Hair-Brained schemes.
- Sergeant Harry Fox is a typical South London man who can sell things for currency, he often has plenty of stock, unlike Private Dwight Johnson of Colditz.

There are other minor characters in Stalag Luft, but their role in the game is not so important as those mentioned above.
Colditz
- Lieutenant Cameron "Doc" Winters is a small man from New York, capable of knowing where everything is in the camp, although he has a conscience, and often defers to Private Kapowski when he is going through locked doors.
- Private Michael Kapowski, is very confident and can get through almost any locked door. He disappears in the last mission though, presumably taken to a Jewish Concentration Camp
- Second Lieutenant Reginald Worthington is a well-spoken friendly man, who make it his business to listen to the mutterings and rumours spreading around the camp.
- Group Captain Henri Dubois, a tall Frenchman who has the responsibility of being the barrack officer at Colditz.
- Major William Kingsley, the Escape officer. he is a very careful man, and quiet.
- Private Dwight Johnson, is another man who will swap goods for currency, his stock is always almost empty though.

## Campos
- Campo de Detención Verano, 1944 - Escapa y luego es recapturado hacia ->
- Stalag Luft I Otoño, 1944 - Escapa, luego es recapturado y deportado hacia ->
- Catillo Colditz Invierno 1944 - Escapa nuevamente a Stalag Luft, luego es recapturado adentro del campo->
- Stalag Luft I Invierno, Inicios 1945 - Escapa de vuelta a Colditz ->
- Catillo Colditz Primavera, 1945

- Datos: Q2877832